# Triops australiensis

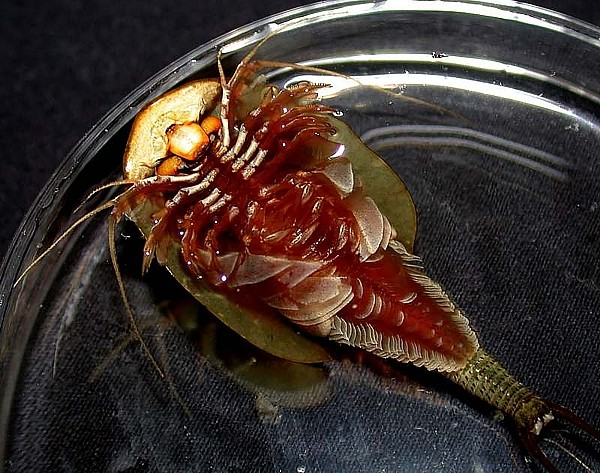
Tripos australiensis posicionado boca arriba.

Triops australiensis es una especie de triops originaria de Australia. Llega a alcanzar los 6 cm.